# Löwenstein-Regel

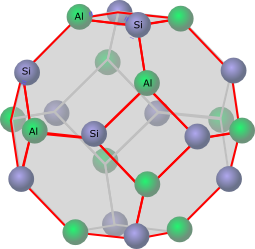
In dieser Kristallstruktur kann der AlO_{2}-Anteil nicht mehr erhöht werden, ohne gegen die Löwenstein-Regel zu verstoßen

Die Löwenstein-Regel (englisch Loewenstein’s rule bzw. the principle of Al avoidance) ist eine im Jahre 1953 von Walter Loewenstein aufgestellte Regel zur chemischen Zusammensetzung von Alumosilicaten. Die Regel besagt, dass die Verbindung zweier [AlO4]-Tetraeder über ein gemeinsames Sauerstoffatom (Al-O-Al-Bindung) in dieser Stoffgruppe instabil ist.
Zeolithe können nach dieser Regel maximal zu 50 % aus [AlO4]-Tetraedern bestehen.